# Jirès Kembo Ekoko
Jirès Kembo Ekoko (* 8. Januar 1988 in Kinshasa) ist ein ehemaliger kongolesisch-französischer Fußballspieler. 

## Familie
Jirès Kembo Ekoko ist ein Sohn von Kembo Uba Kembo, einem ehemaligen kongolesischen Nationalspieler, der mit der zairischen Nationalmannschaft an der Weltmeisterschaft 1974 teilnahm. Sein jüngerer Adoptivbruder Kylian Mbappé ist ebenfalls Fußballprofi und wurde 2018 mit der französischen Nationalmannschaft Weltmeister.

## Karriere

### Verein
Ekoko begann seine Profikarriere 2006 beim französischen Verein Stade Rennes. Ab der Spielzeit 2007/08 kam er zu regelmäßigen Einsätzen und steigerte sich von Spielzeit zu Spielzeit. In der Saison 2011/12 erzielte er in 32 Ligaspielen zehn Tore und war damit der erfolgreichste Ligatorschütze seiner Mannschaft. Zur neuen Saison wechselte er zum al Ain Club. Hier wurde er nur eine Saison im Kader behalten und dann an al-Jaish ausgeliehen. 2015 wechselte er zu al-Nasr SC.
Zur Saison 2017/18 wurde Ekoko aus der türkischen Süper Lig von Bursaspor verpflichtet, wo er seine Karriere nach der Saison 2018/19, in der er nur noch zu zwei Kurzeinsätzen kam, schließlich beendete.

### Nationalmannschaft
Ekoko entschied sich für eine Karriere in den französischen Nationalmannschaften und spielte mehrmals für die französischen U-20- und die U-21-Nationalmannschaft.